# Бяло поле
Бяло поле е село в Южна България. То се намира в община Опан, област Стара Загора.

## География
Намира се южно от Стара Загора между селата Опан и Васил Левски на път 503. Името на селото идва от многобройните полета, където се е отглеждал памук.